# Sam Shepherd
Samuel Shepherd, detto Sam (La Grange, 21 aprile 1953), è un ex cestista statunitense naturalizzato venezuelano.

## Carriera
Con il Venezuela ha disputato i Giochi olimpici di Barcellona 1992, i Campionati mondiali del 1990 e quattro edizioni dei Campionati americani (1989, 1992, 1993, 1995).